# Gaialogie
Gaialogie is een esoterische leer die zich beroept op kennis van de kosmos en de ingewikkelde (energie)structuren die op de mens en de aarde inwerken door alle verschijningsvormen van de natuur. Ze "verdiept zich in het zoeken naar nieuwe vormen van verbondenheid tussen Aarde, Natuur, Mens en Kosmos ".
Uitgangspunt is dat de wereld geen 'ding', maar een levend lichaam, een organisme is. De bronnen uit de aarde, natuur, kosmos en de mens zelf, beïnvloeden onze belevingswereld.
James Lovelock blies dit oude idee nieuw leven in met zijn Gaia-hypothese (J.E. Lovelock, Gaia: A New Look at Life on Earth, Oxford University Press, 1979).